# Suscévaz
Suscévaz är en ort och kommun i distriktet Jura-Nord vaudois i kantonen Vaud, Schweiz. Kommunen har 217 invånare (2023).